# Masclet (beguda)
|  | Pel que fa a l'element pirotècnic vegeu Masclet (petard). |

El Masclet és una beguda típica de la Festa Major de Reus (al juny) i de les Festes de Misericòrdia (al setembre) i consisteix en una barreja de vermut negre de Reus i Plim, una beguda refrescant feta a base de fruites.
El Masclet es reparteix durant un cercavila que es fa el 24 de juny, quan s'inicien les festes de sant Pere. També a l'inici les Festes de Misericòrdia. La Cercavila del Masclet comença l'any 2001, quan per les Festes de Misericòrdia, per iniciativa d'una orquestra reusenca, La Padrina, es va pensar a donar més contingut musical i juvenil a aquestes festes, i es van crear alguns actes amb el nom d'Estripadrina. D'aquí va sortir la proposta d'idear una beguda de festa que s'identifiqués amb Reus, i d'aquí sorgí el Masclet, un combinat a parts iguals de vermut de Reus i de Plim, dos elements força tradicionals a la ciutat, igual que el seu nom, Masclet, que prové dels mascles o morters de la Tronada. Alguns dels membres de l'orquestra van proposar de fer una cercavila ciutadana amb acompanyament musical, on els participants poguessin degustar el Masclet de franc. Així es va iniciar la Cercavila del Masclet.
Les primeres sortides van tenir molt d'èxit i llavors la cercavila es traslladà també a les festes de Sant Pere a càrrec del Col·lectiu del Masclet. Actualment, sense degustació gratuïta, el Masclet, es distribueix en una cercavila cívica on elements del seguici festiu acompanyats per músics fan un recorregut pel centre de Reus. El Col·lectiu del Masclet, tot i la distribució massiva de la beguda a la població, només la reparteix als majors de 18 anys.